# Per Olsson (fotbollstränare)
Per Lennart "Pelle" Olsson, född 1 augusti 1963 i Skutskär, är en svensk fotbollstränare och tidigare spelare, som för närvarande jobbar med scout och analys i Djurgårdens IF.
Han tog över som tränare för Gefle IF när de gick upp i Allsvenskan inför säsongen 2005 och var klubben trogen både som sportchef och tränare i många år. Olsson rankas som en av de bästa tränarna i allsvenskan av Geflesupportrarna då han med knappa resurser lyckats hålla kvar Gefle IF i allsvenskan. Han tränade även laget 1996–2002 och har också bland annat varit assisterande tränare i Örebro SK. Han var också under en tid den stora stjärnan och målskytten i Gefle IF. Han spelade under sin karriär även i Malmö FF och Halmstads BK.
20 november 2013 blev det klart att Olsson tar över som tränare i Djurgårdens IF med ett treårskontrakt från och med 1 januari 2014.
Under säsongen 2015 fixade Djurgården, med Olsson bakom rodret, efter en trög start på serien, 15 raka matcher utan förlust (10-5-0), en svit som dock bröts efter höstderbyt mot AIK på Friends Arena.
17 juni 2016 skrev Olsson på ett tvåårskontrakt för Djurgårdens IF fram till 2018.
Den 3 augusti 2016 bekräftade Djurgårdens IF att man avslutat samarbetet med Olsson.
I maj 2017 bekräftade AFC Eskilstuna att man avbrutit samarbetet med Olsson.
Senare samma år så blev Olsson klar som huvudtränare och sportchef för Sandvikens IF som då spelade i Ettan. Kontraktet sträckte sig till 2020. 
Inför säsongen 2021 blev Olsson klar för Halmstad BK, som han även representerat som spelare, i en roll som analytiker/scout samt assisterande tränare till Magnus Haglund då han ersatte Reine Almqvist som gick i pension.
Den 27 augusti 2024 fick både han och Haglund sparken från Halmstad. Knappt två veckor senare fick han ett nytt uppdrag i sin förra klubb Djurgårdens IF - att scouta motståndarlagen i det kommande Conference League-spelet. Djurgården slutade femma av 36 lag i gruppspelet med bara en förlust och samarbetet förlängdes över kommande säsong med.